# 巴德尔·贝农
巴德尔·贝农（阿拉伯語：بدر بانون，羅馬化：Badr Benoun，1993年9月30日—），摩洛哥足球运动员，司职中后卫，现效力于卡塔爾星級足球聯賽俱乐部卡塔尔和摩洛哥国家队。

## 俱乐部生涯
贝农在卡萨布兰卡拉贾竞技俱乐部开启足球生涯，2012至13赛季帮助球队以头名拿下摩洛哥足球甲級聯賽冠军。其后获外借到非斯挚爱，共参加16场比赛，上场时间及比赛经验有所增加，之后又被外借到拜尔坎复兴，2015年回卡萨布兰卡拉贾。
贝农回归后的成绩十分耀眼，在2017年摩洛哥王室杯中以一枚点球击败迪法阿哈萨尼贾迪迪，成功拿下杯赛冠军。
2018年，拉贾俱乐部获2018年非洲聯盟盃参赛资格，在决赛圈以小组第一名出现，最终在决赛中夺冠，其中贝农在淘汰赛阶段出战。其后拉贾与突尼斯希望争夺非洲超級盃，贝农在比赛第64分钟攻入唯一一枚进球，帮助拉贾夺冠。之后拉贾高歌猛进，接连拿下2019至20赛季阿拉伯球會冠軍盃及2020至21赛季摩甲联赛的冠军。结束五个赛季的征程，贝农于2020年11月从拉贾转会到开罗国民。
贝农在开罗国民的首场比赛就是俱乐部世界杯，开罗国民最终在杯赛中击败巴西俱乐部彭美拉斯，取得铜牌。没过多久，贝农参加2020年埃及盃、2020年非洲超級盃和2021年非洲聯賽冠軍盃的比赛。2021年非洲超级杯，贝农所在开罗国民队击败他的老东家拉贾，拿下冠军。

## 国家队生涯
2013年伊斯蘭團結運動會，贝农的摩洛哥国家A队在决赛2比1击败印尼。
2017年10月7日，贝农在2018年世界杯资格赛中对阵加蓬，是个人在国家队的首场比赛。他替换迈赫迪·贝纳蒂亚上场，帮助球队3比0横扫对手。其后入选2018年世界杯23人名单。
2022年1月10日，贝农在2021年非洲國家盃的比赛中受伤，被阿什拉夫·本查基换下场。贝农随后开始了漫长的康复旅程。到同年11月10日，贝农入选2022年世界杯23人名单。

## 国际比赛进球纪录
| # | 日期           | 场地                         | 对手       | 进球比分 | 最终比分 | 赛事                           |
| - | -------------- | ---------------------------- | ---------- | -------- | -------- | ------------------------------ |
| 1 | 2017年8月13日  | 埃及亚历山大港亚历山大体育场 | 埃及       | 1–1      | 1–1      | 2018年非洲国家足球锦标赛资格赛 |
| 2 | 2019年10月19日 | 摩洛哥拜爾坎市立体育场       | 阿尔及利亚 | 1–0      | 3–0      | 2020年非洲国家足球锦标赛资格赛 |
| 3 | 2021年12月1日  | 沃克拉南部体育场             | 巴勒斯坦   | 4–0      | 4–0      | 2021年國際足協阿拉伯盃         |
| 4 | 2021年12月4日  | 赖扬艾哈迈德·本·阿里体育场   | 约旦       | 2–0      | 4–0      | 2021年國際足協阿拉伯盃         |
| 5 | 2021年12月11日 | 图玛玛图玛玛体育场           | 阿尔及利亚 | 2–2      | 2–2      | 2021年國際足協阿拉伯盃         |

资料来源：

## 个人荣誉
卡萨布兰卡拉贾
- 摩洛哥足球甲級聯賽冠军：2012–13、2019–20
- 摩洛哥皇室杯（英语：Coupe du Trône）：2017
- 非洲聯盟盃：2018
- 非洲超級盃：2019

埃及国民
- 埃及盃：2019–20
- 国际足联俱乐部世界杯第三名：2020
- 非洲聯賽冠軍盃：2020-21
- 非洲超級盃：2021年5月、2021年12月

国家队
- 伊斯蘭團結運動會冠军：2013（英语：Football at the 2013 Islamic Solidarity Games）
- 非洲國家錦標賽：2018（英语：2018 African Nations Championship）[17]

个人
- 非洲國家錦標賽最佳阵容：2018（英语：2018 African Nations Championship）